# Denkmal für die Hannoveraner

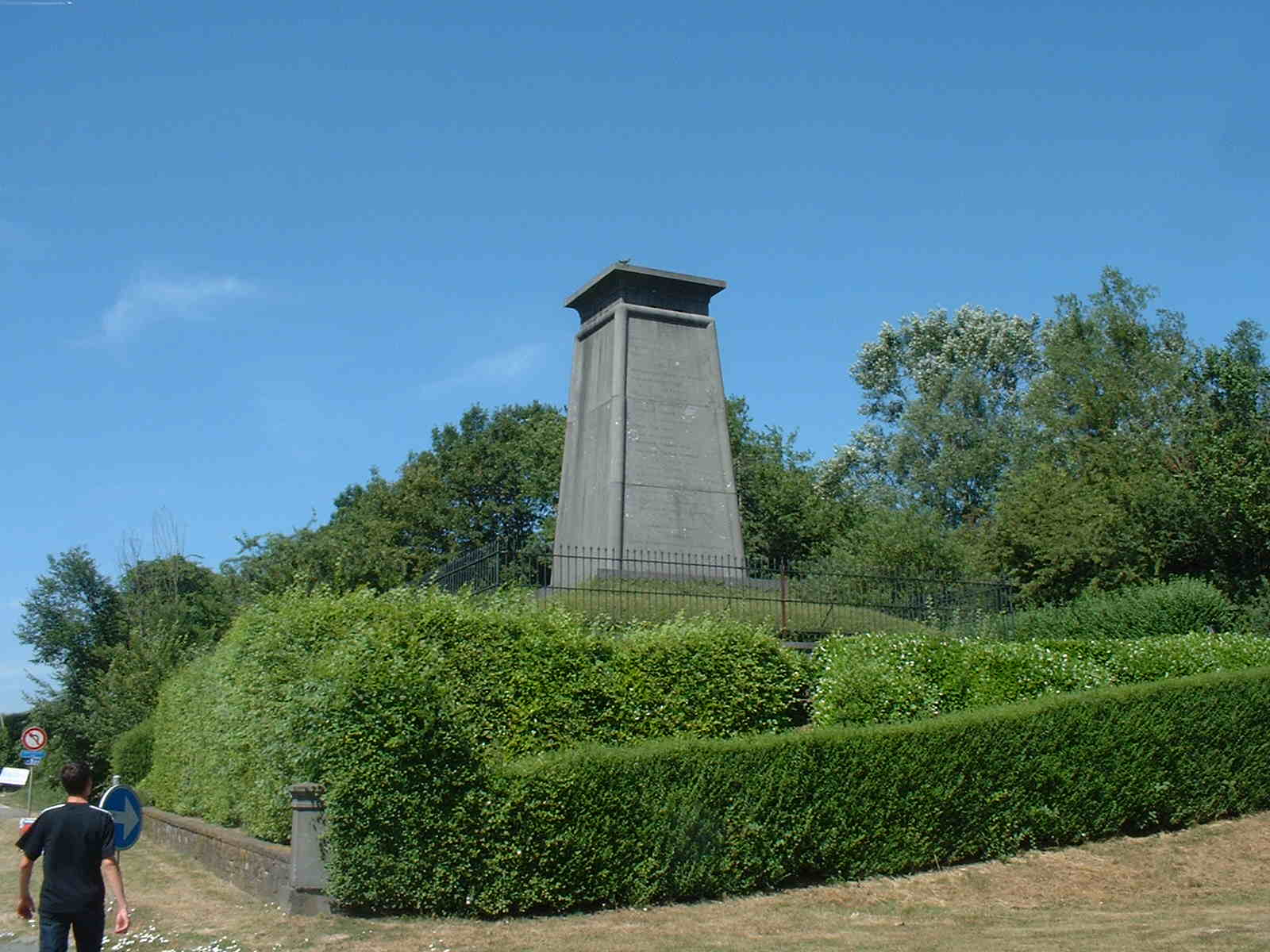
Das Denkmal für die während der Verteidigung des Gutshofs La Haye Sainte gefallenen Offiziere der Hannoveraner;
gesehen von der belgischen Nationalstraße N5 Chaussee du Charleroi

Das Denkmal für die Hannoveraner bei Waterloo in Belgien ist ein im Jahr 1818 durch hannoversche Offiziere der King’s German Legion („Des Königs Deutsche Legion“) errichtetes Kriegerdenkmal in der Nachbarschaft des Gutshofs La Haye Sainte. Es erinnert an die 42 deutschen Offiziere, die bei der Schlacht von Waterloo während der stundenlangen Verteidigung des Gehöfts gefallen sind.

## Beschreibung
Das Monument in Form eines Pyramidenstumpfes wurde – ähnlich wie das benachbarte Gordon-Denkmal – auf einem aus der flachen Ebene herausragenden kleinen Hügel errichtet und mit einem Eisengitter eingefasst.

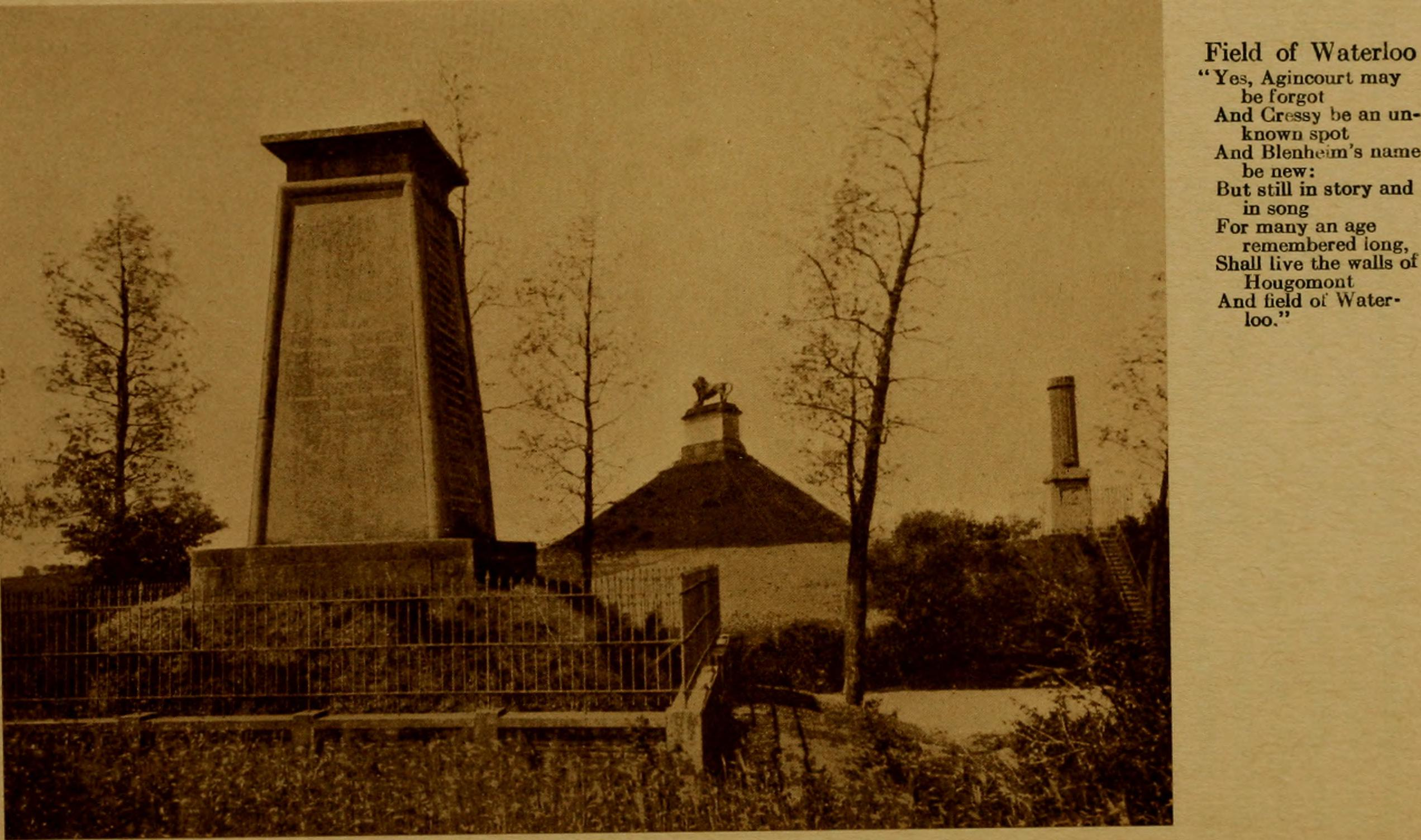
Historische Ansichtskarte mit dem Denkmal mit dem Löwenhügel im Hintergrund
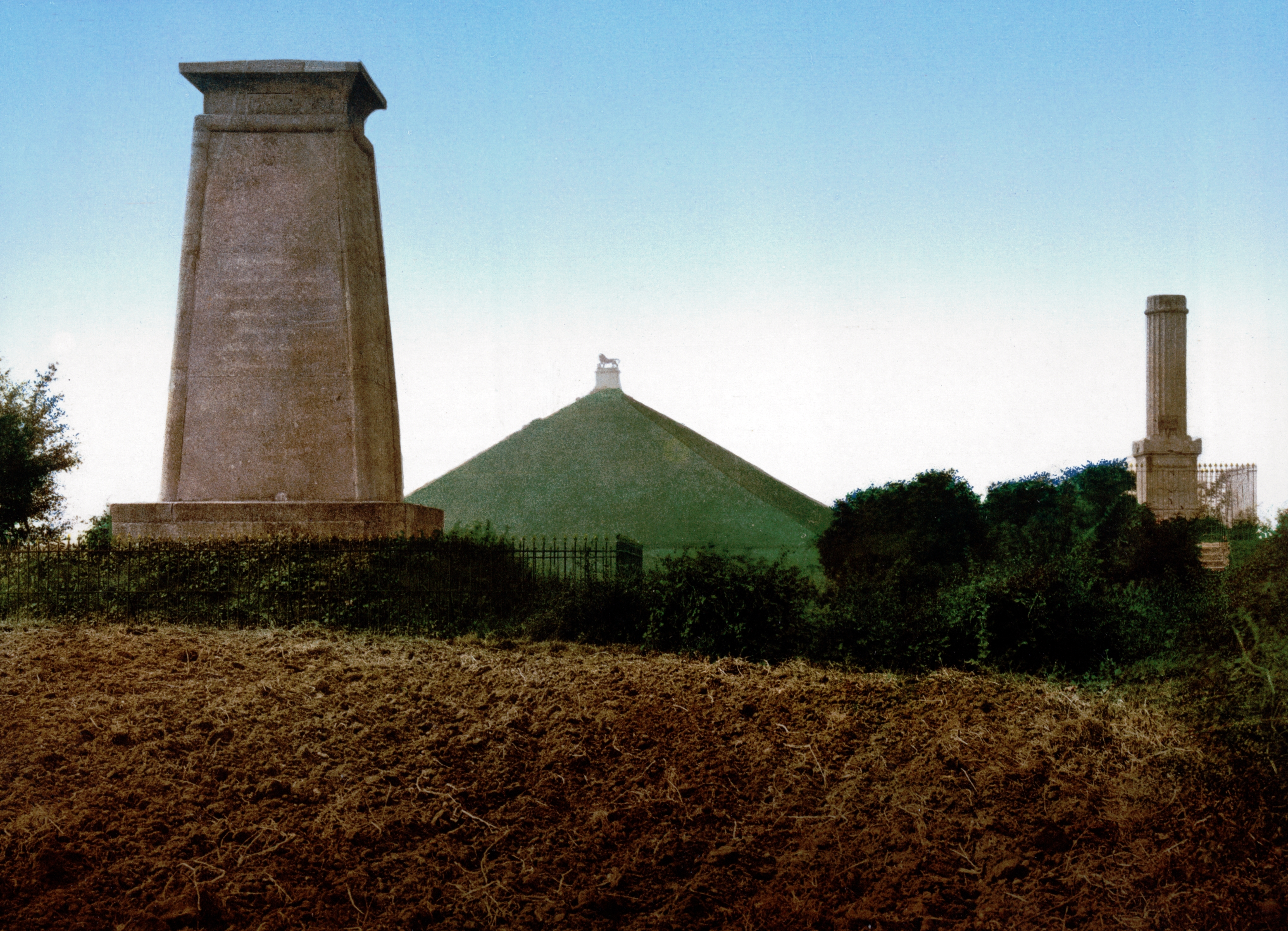
kolorierte Ansicht um 1900, Photoglob AG, Zürich
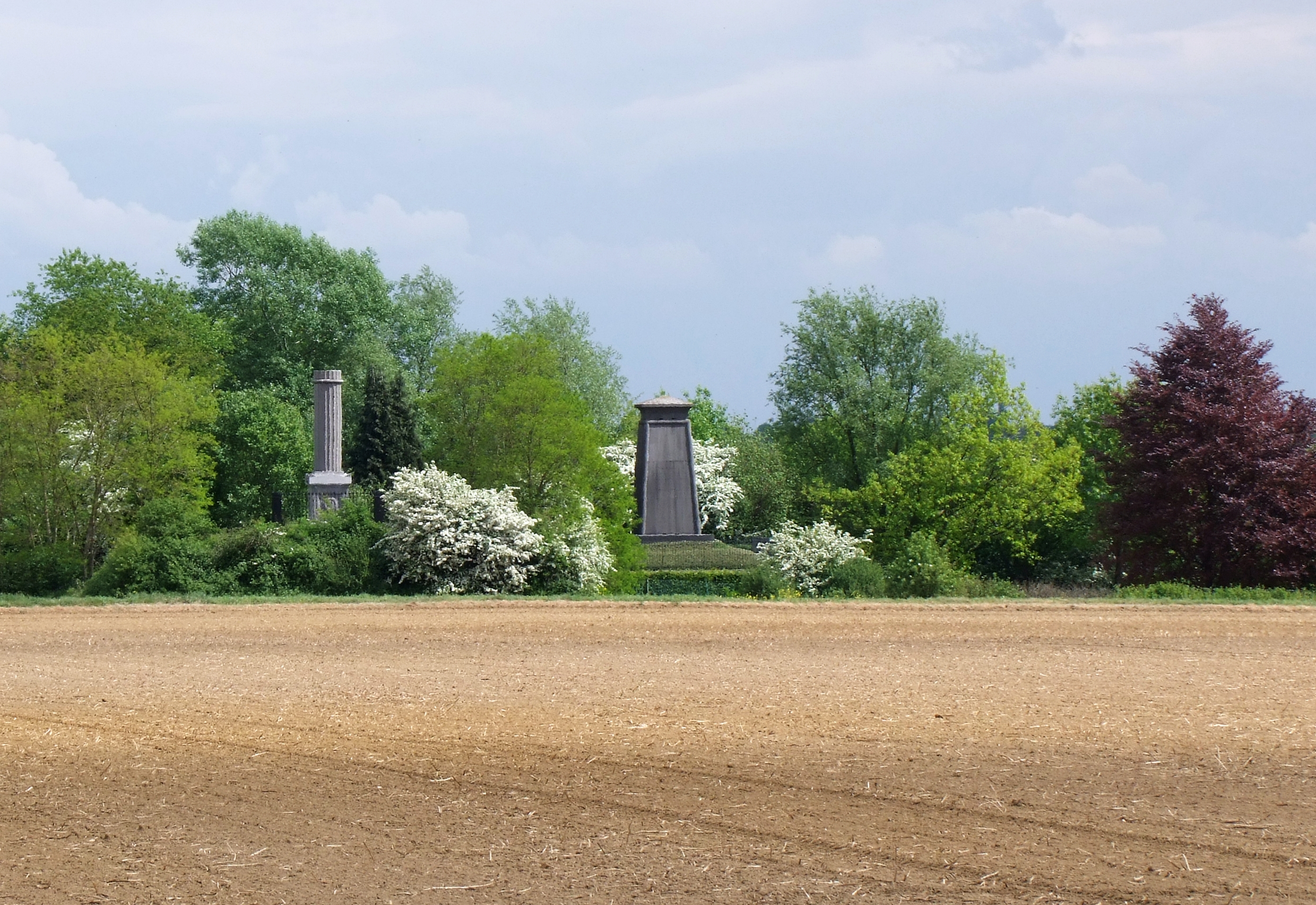
Blick über ein flaches Feld im Frühling 2014 mit dem Denkmal für die Hannoveraner und dem Gordon-Denkmal
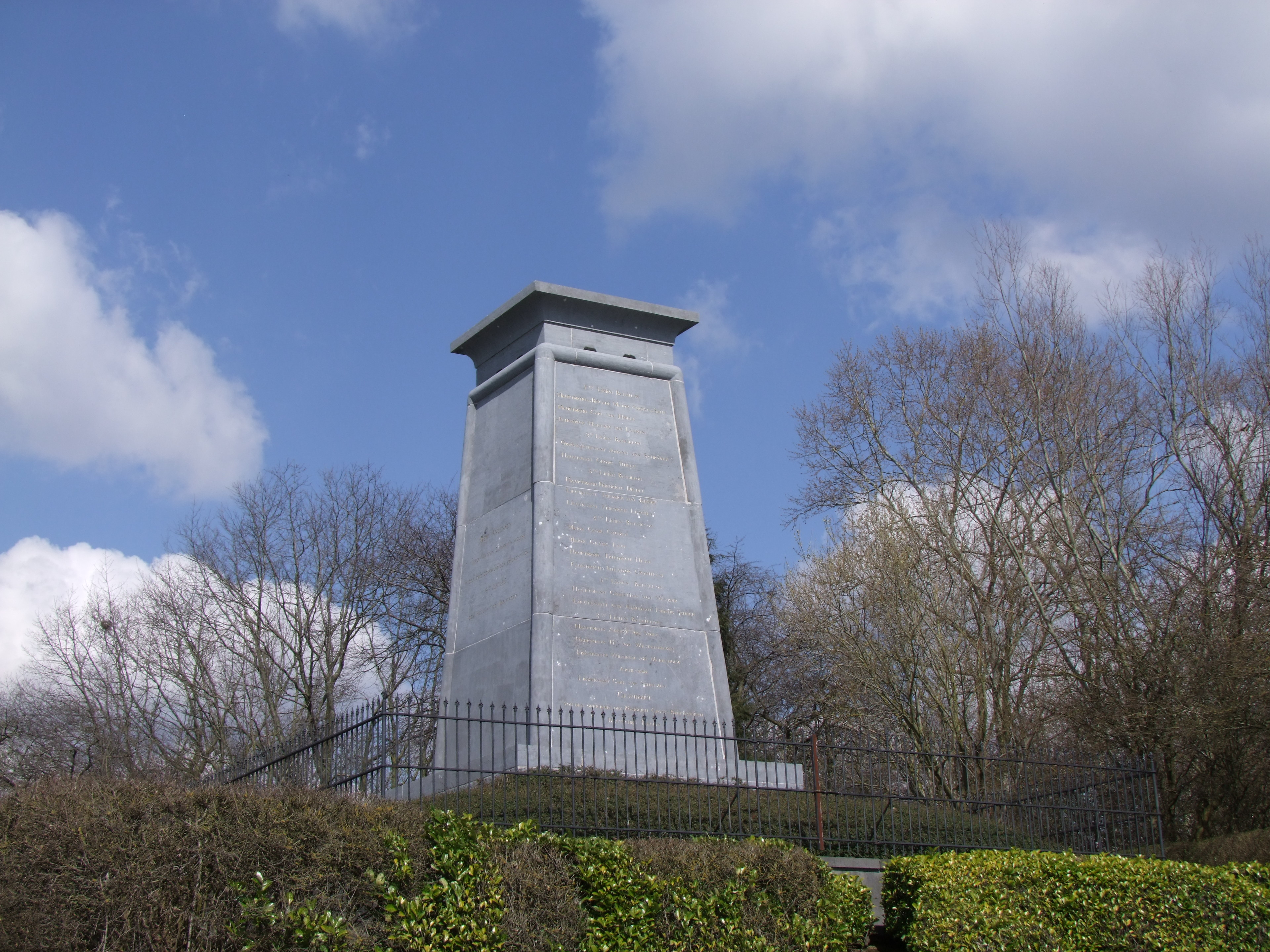
Blick 2015 von der Südseite hoch zum Denkmal

## Die Inschriften

### Westseite
Ihrer Waffen Gefährten Welche

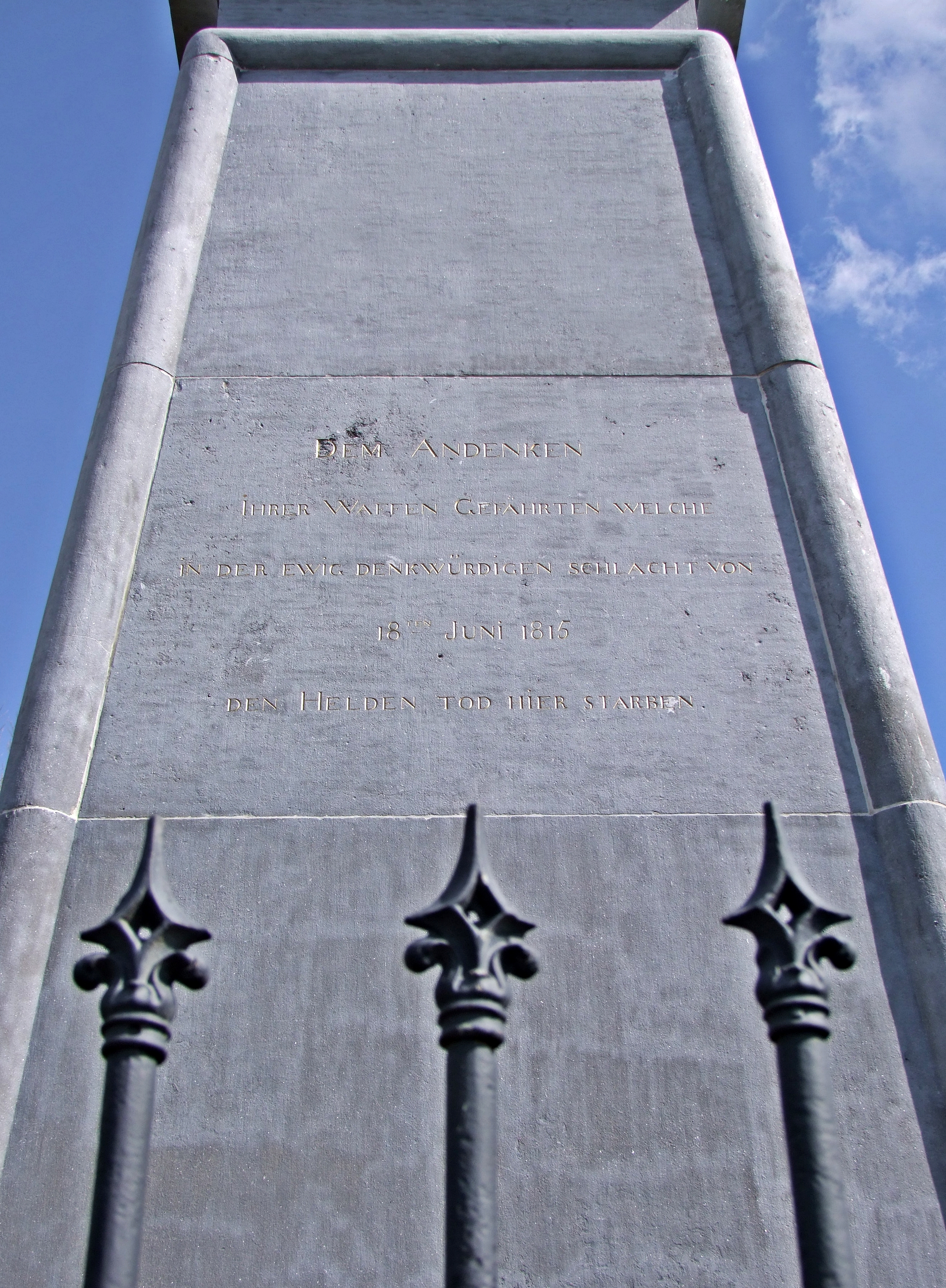
Inschrift hinter Ziergitter

In Der Ewig Denkwürdigen Schlacht Von

18ten Juni 1815

### Südseite
Hauptmann Brigade Major August von Saffe

Hauptmann Carl von Holle

Fähndrich Hartwig von Lucken

2tes Linien Bataillon

Obristlieutenant Johan von Schröder

Hauptmann Georg Thilee

3tes Linien Bataillon

Hauptmann Friedrich Diedel

Lieutenant Friedrich von Jeinsen

Lieutenant Friedrich Leschen

4tes Linien Bataillon

Major Georg Chüden

Major Georg Leue

Fahndrich Theodor Cronhelm

5tes Linien Bataillon

Hauptmann Christian von Wurmb

Lieutenant und Adjutant Ludwig Schuk

8tes Linien Bataillon

Hauptmann August von Voigl

Hauptmann Fr. von Westernhagen

Lieutenant Wilhelm von Marenholz

Artillerie

Lieutenant Carl von Schulzen

Gewidmet

von den Officieren der Königlich Gross Brittannisch